# Chip tridimensional (3D)
En electrónica, un circuito integrado tridimensional, o simplemente chip tridimensional (chip 3D), es un chip compuesto por dos o más capas de componentes electrónicos activos, integrados tanto vertical como horizontalmente, y formando un único circuito. Además, se hace uso de canales de comunicación verticales entre las distintas capas, para permitir que los componentes situados en diferentes capas puedan trabajar de forma conjunta.
El principal objetivo de las tecnologías de integración tridimensional, utilizadas para la creación de chips 3D), es permitir la fabricación de chips heterogéneos (compuestos por componentes de distinta naturaleza) con un alto grado de integración. Por lo tanto, gracias a estas tecnologías de integración 3D se podrán fabricar chips con un rendimiento muy superior al obtenido por los chips actuales, cuyo aumento de rendimiento se encuentra limitado a causa de las barreras impuestas por la tecnología de integración actual.

## Proceso de fabricación
A continuación se describen, de forma general, los pasos necesarios para llevar a cabo la fabricación de chips 3D:
- Primero, el diseño del circuito se realiza de forma que pueda ser dividido en capas separadas, todas del mismo tamaño.

- Luego, las diferentes capas son fabricadas de forma separada (en obleas distintas).

- Una vez que se tienen todas las capas fabricadas, se alinean y se unen mediante alguno de los métodos existentes. La unión de las distintas capas se puede realizar antes o después de que las obleas sean divididas en “dies” individuales.

- En algún momento, durante el proceso de unión de las obleas, se incorporan las vías verticales de interconexión entre las capas. Estas vías pueden ser realizadas a priori, añadiendo las vías dentro del circuito antes de unir las obleas; o creadas a posteriori después de cada unión de oblea.

Uno de los aspectos más importantes a la hora de la fabricación de los chips tridimensionales, es el método usado para apilar las distintas obleas. En la actualidad existen diversos métodos, entre los que cabe destacar los basados en compresión termal, unión con adhesivos especiales o unión mediante técnicas moleculares. El usar uno u otro método de unión repercutirá en la tolerancia a temperaturas y alineamiento de los chips fabricados, así como en los tipos de obleas que pueden unirse, el número máximo de niveles que se pueden apilar, el espesor final de la pila de obleas o la densidad máxima de las interconexiones verticales. 
Otro factor importante en la fabricación de chips tridimensionales, es la separación de componentes en distintas capas (siempre que el método de unión usado permita una alta densidad de conexiones verticales). De este modo, componentes con distinta naturaleza estarán situados en capas distintas permitiendo que cada capa sea optimizada de acuerdo a los requisitos funcionales de los componentes que va a albergar.

## Ventajas o beneficios
Entre las ventajas de la integración tridimensional, y por tanto de los chips 3D, se pueden destacar las siguientes:
- Aplicabilidad a distintos campos. Actualmente los circuitos integrados (chips) son utilizados en una gran diversidad de campos (memorias, dispositivos de almacenamiento portátil, microprocesadores, etc.), por lo que el uso de chips 3D podrá extenderse a todos estos campos.

- Área de integración. Apilar varias capas de circuitos integrados de forma vertical posibilita la fabricación de chips con una mayor densidad de integración, sin que ello suponga un aumento en el área de integración. Esto extiende la Ley de Moore y posibilita la aparición de una futura generación de chips de dimensiones reducidas y gran rendimiento.

- Mayor rendimiento. Disponer de todos los componentes necesarios para llevar a cabo una cierta operación a una menor distancia (en capas inferiores o superiores) y comunicados de forma directa, posibilita que el tiempo necesario para propagar la información de unos componentes a otros sea mucho menor (y por tanto el rendimiento obtenido será mucho mayor).

- Menor consumo de energía. Integrar los componentes necesarios para realizar una cierta operación dentro del mismo chip también evita tener que comunicar la información a grandes distancias, lo que repercute en una reducción de la energía necesaria para enviar dicha información entre los componentes. Generalmente, mantener el envío de señales dentro del propio chip supone una reducción de entre 10 y 100 veces menos de energía consumida que la necesaria para transmitir de forma externa al chip.[1]

- Nuevos diseño. Se abre una gran diversidad de nuevas posibilidades en cuanto al diseño y fabricación de los chips, debido a que se añade una nueva dimensión vertical a los mismos junto con la posibilidad de conectar las capas de forma directa.

- Integración heterogénea. Con esta nueva tecnología de integración es posible construir chips que dispongan de capas de circuitos fabricadas sobre la base de diferentes procesos, o incluso en diferentes tipos de obleas. Esto permite que se puedan integrar los diferentes componentes con un mayor grado de optimización que si sólo se usa una única oblea para integrar todos los componentes de forma conjunta, o incluso combinar en un único dispositivo componentes que es totalmente imposible combinarlos en una única oblea.[2]

- Mayor seguridad. La estructura en capas de estos chips dificulta la realización de ataques de ingeniería inversa contra estos circuitos, debido a que las capas sensibles a ser atacadas pueden ocultarse tras otras capas menos sensibles. Otra forma de defensa, contra los circuitos sensibles de ser atacados, sería dividir estos circuitos en varias capas de forma que se difumine la función real del mismo.[3]

- Mayor ancho de banda. La integración tridimensional permite que se pueda establecer un gran número de vías verticales entre las distintas capas. De este modo, se posibilita la construcción de buses con un mayor ancho de banda entre los distintos bloques funcionales (procesadores, memorias, etc.) situados en diferentes capas del chip. En este aspecto, se espera que esta tecnología permita aliviar la barrera impuesta actualmente por la memoria para seguir incrementando el rendimiento de los ordenadores.

- Reducción general de los costes. Otra de las ventajas de la integración tridimensional es que se puede reducir considerablemente los costes globales de fabricación de los dispositivos electrónicos. A pesar de que el coste de los chips fabricados con esta tecnología será mayor, los dispositivos electrónicos en su conjunto verán reducido su coste al necesitar menos chips para la fabricación de los mismos.[4]

## Desafíos
La integración tridimensional es una tecnología muy novedosa en el campo de la electrónica, que al igual que cualquier otra tecnología novedosa acarrea ciertos problemas o desafíos que deben superarse para que la tecnología en cuestión pueda ser ampliamente utilizada en productos comerciales. En el caso de la integración tridimensional (y de los chips 3D), los principales desafíos que se plantean son:
- Producción y rendimiento fiable. Los chips tridimensionales son uno de los temas calientes en el sector de la industria electrónica, y uno de los principales desafíos a los que se enfrentan los fabricantes es saber que impacto supondrá la entrada de los chips tridimensionales en sus modelos de producción.[5]

- Calor. La disipación del calor generado por los chips tridimensionales es el principal desafío para esta nueva tecnología. A medida que se añaden capas y componentes a un chip, la cantidad de calor generada aumenta de forma exponencial hasta el punto de llegar a ser insoportable para el correcto funcionamiento del chip. Esto es lo que ocurre actualmente con los chips tridimensionales, los cuales generan grandes cantidades de calor que no es posible evitar su aparición o disiparlo de forma efectiva a día de hoy. Una posible solución en este sentido ha sido propuesta por IBM, cuyo objetivo es usar un sistema de refrigeración líquido para disipar las grandes cantidades de calor generado por este tipo de chips.[6]

- Complejidad de los diseños. Para tomar provecho de las ventajas que ofrecen la fabricación de chips tridimensionales, lo más importante es disponer de un diseño tridimensional que permita explotar dichas ventajas. Sin embargo, con las actuales herramientas de diseño asistido por ordenador (CAD, Computer Assisted Design) los diseñadores de chips no pueden enfrentarse al nuevo paradigma 3D introducido por esta tecnología.[7]

En la actualidad, existen diversos métodos o técnicas de llevar a cabo la fabricación de chips tridimensionales. Este conglomerado de tecnologías se puede dividir en 3 categorías generales en función de las características comunes que existen entre ellas.

### Tecnologías de empaquetado 3D
El objetivo del empaquetado 3D (3D packaging, en inglés) es consumir menos espacio mediante el apilamiento de varios chips independientes en un solo empaquetado. En este tipo de empaquetado no se lleva a cabo la integración de los distintos chips en un solo circuito, sino que lo que se hace es simplemente unir los distintos chips mediante cables que van de unos a otros. 
Debido a esta circunstancia, generalmente este tipo de tecnologías de empaquetado no son consideradas como tecnologías puramente de integración 3D. Sin embargo, son bastante interesantes desde el punto de vista de la integración de varios circuitos (chips) “bidimensionales” en uno sólo chip tridimensional.
Este tipo de empaquetado 3D es usualmente conocido como SiP (System-in-Package), y de forma extensible PoP (Package-on-Package) que consisten en unir varios SiP en uno sólo empaquetado. Para establecer los enlaces de comunicación entre los distintos circuitos integrados (chips) se hace uso de métodos de interconexión tales como “wire bonding” y “flip-chip”.

### Tecnologías de integración de transistores (monolíticas)
Este tipo de tecnologías consisten en la fabricación de chips tridimensionales sobre la base de la acumulación de transistores, de igual forma a como se fabrican los chip convencionales en 2D, pero con la particularidad de que los transistores acumulados son transistores 3D. Entre las tecnologías presentes como parte de este grupo, se encuentran las siguientes:
- Integración de transistores 3D usando capas de silicio re-cristalizado.
- Integración de transistores 3D mediante la acumulación de capas poli-cristalinas de silicio.
- Integración de transistores 3D mediante la fabricación de capas de silicio simples (mono-cristalinas).

### Tecnologías de integración a nivel de obleas y similares
En este grupo de tecnologías de integración 3D, se engloban todas aquellas tecnologías cuyo proceso consiste en apilar varias capas de circuitos integrados 2D (convencionales) y comunicarlas mediante las denominadas TSV (Through-Silicon-Via). Entre las tecnologías de este grupo cabe destacar las siguientes:
- Tecnología de integración “Die-to-Die”. Consiste en integrar los componentes electrónicos entre varias áreas de integración (denominadas “die” en inglés), que posteriormente son alineadas y unidas para formar el chip tridimensional en su conjunto. Las vías TSV se pueden hacer antes o después de la unión de las distintas áreas de integración.

- Tecnología de integración “Die-to-Wafer”. Los componentes electrónicos se integran sobre la base de dos obleas distintas. Una de las obleas es troceada en áreas de integración independientes (“dies”), y una vez hecho esto se alinea cada una de los “die” con las áreas de integración de la segunda oblea y se unen mediante algún método a ella. Al igual que en la tecnología “Die-to-Die”, la creación de vías TSV se puede realizar tanto antes como después de la unión de las área de integración.

- Tecnología de integración “Wafer-to-Wafer”. Los componentes electrónicos se integran sobre la base de dos o más obleas, que son alineadas, unidas, y troceadas en circuitos integrados ya tridimensionales. Al igual que en las tecnologías anteriores, las vías verticales (TSV) pueden generarse antes de que se unan las obleas o crearlas a posteriori después de que las obleas hayan sido unidas.

## Simulación y diseño de chips 3D
Si bien la investigación y desarrollo de tecnologías de integración 3D actuales son absolutamente imprescindibles para el éxito de los chips tridimensionales, tal vez uno de los mayores desafíos a los que se enfrenta esta tecnología sea la creación de herramientas de diseño y simulación de chips. Sin este tipo de herramientas, los ingenieros no disponen de los medios necesarios para aprovechar los beneficios que ofrece esta nueva tecnología.
La utilización de herramientas de diseño y simulación, se convierte en algo especialmente crítico cuando se trata de integración de chips en 3D, debido a que apilar distintas capas de componentes de forma vertical tiende a aumentar la generación de calor dentro del chip. Y este exceso de calor puede derivar en problemas relacionados con la fiabilidad del sistema o el rendimiento del mismo. El diseño de chips 3D también complica notablemente el diseño de los canales de comunicación (vías) entre los componentes, otro motivo por lo que es aconsejable de uso de alguna herramienta de asistencia. 
A continuación se presenta una lista de las herramientas existentes, más destacadas, para la integración de chips 3D:
- SEMulator3D[9] (de la empresa Coventor)
- 3D PathFinding[10] (de la empresa Javelin Design Automation)
- MAX-3D[11] (de la empresa Micro Magic)
- R3Integrator, R3CAD y R3Artist[12] (de la empresa R3Logic)
- 3DCACTI[13] (de la universidad estatal de Pensilvania)
- 3D Magic y P3RD (del MIT, Massachusetts Institute of Technology)

## Productos comerciales de chips 3D
En la actualidad, aún no existe ningún producto comercial destacable de chips 3D (o por lo menos no a nivel de usuario). Sin embargo, si existen gran multitud de prototipos, productos iniciales o tecnologías/servicios de integración 3D que están siendo desarrollados y mejorados continuamente.
A continuación se destacan los productos/servicios comerciales más relevantes:
- Chip de memoria estática (SRAM) denominado “3T-iRAM”, y fabricado sobre la base de la tecnología FaStack[15] (de la empresa Tezzaron).
- Tecnología comercial para el apilamiento de obleas denominado ZiBond[16] (de la empresa Ziptronix).
- Chip de memoria permanente denominado SanDisk One-Time-Programmable[17] (de la empresa SanDisk).
- Diferentes tecnologías para la generación de vías TSV[18] (de la empresa ZyCube).
- Tecnología de comunicación vertical de bajo coste denominada VIP[19] (de la empresa VerticalCircuits).
- Servicios de integración 3D basadas en la técnica “flip-chip” (ofrecidos por empresas como FlipChip International[20] y Amkor).
- Servicios de fabricación de vías TSV[21] (ofrecidos por empresas como Alchimer, ALLVIA y austriamicrosystems).